# Георгій Хараїшвілі
Георгій Хараїшвілі (груз. გიორგი ხარაიშვილი; нар. 29 липня 1996, Марнеулі, Грузія) — грузинський футболіст, нападник азербайджанського клубу «Сумгаїт» і збірної Грузії. 

## Клубна кар'єра
Свою професійну кар'єру Георгій Хараїшвілі почав у 2013 році у столичному клубі «Сабуртало», який на той момент грав у першій лізі грузинського чемпіонату. Вже наступного сезону разом з клубом Хараїшвілі вийшов до вищої ліги, де грав протягом трьох сезонів провів за команду понад сто матчів.
На початку 2018 року Хараїшвілі на правах оренди перейшов до складу шведського клубу «Гетеборг». Своєю результативною грою грузинський форвард переконав керівництво шведського клубу по закінченні терміну оренди підписати з ним повноцінний контракт. У складі шведського клубу Хараїшвілі відіграв ще два сезони.
А у січні 2021 року Хараїшвілі уклав контракт з угорським клубом «Ференцварош», де на той момент вже грав ще один вихованець клубу «Сабуртало» Лаша Двалі.
21 лютого 2021 року на правах оренди перейшов до команди «Динамо» (Тбілісі).
18 вересня 2024 року підписав контракт за формулою «один+два роки»1+2 з азербайджанським клубом «Сумгаїт».

## Кар'єра в збірній
З 2012 року Георгій Хараїшвілі грав за різні вікові збірні Грузії.
23 січня 2017 року у товариському матчі проти команди Узбекистану Хараїшвілі дебютував у складі національної збірної. Свій перший гол у складі збірної Георгій забив 15 жовтня 2019 року у кваліфікаційному матчі до Євро-2020 у ворота команди Гібралтару.

## Статистика виступів

### Статистика виступів за збірну
Станом на 19 листопада 2019 року
| Дата       | Місто      | Господарі  | Результат | Гості  | Турнір            | Голи | Примітки |
| ---------- | ---------- | ---------- | --------- | ------ | ----------------- | ---- | -------- |
| 23-1-2017  | Дубай      | Узбекистан | 2 – 2     | Грузія | товариський матч  | -    | 82' 87'  |
| 25-1-2017  | Дубай      | Йорданія   | 1 – 0     | Грузія | товариський матч  | -    | 85'      |
| 1-6-2018   | Швац       | Мальта     | 0 – 1     | Грузія | товариський матч  | -    | 71'      |
| 5-6-2018   | Люксембург | Люксембург | 1 – 0     | Грузія | товариський матч  | -    | 56'      |
| 15-10-2019 | Гібралтар  | Гібралтар  | 2 – 3     | Грузія | Відбір до ЧЄ 2020 | 1    | 61'      |
| 19-11-2019 | Пула       | Хорватія   | 2 – 1     | Грузія | товариський матч  | -    | 87'      |
| Усього     |            | Матчів     | 6         |        | Голів             | 1    |          |

## Титули і досягнення
- Переможець першої ліги Грузії (1):

«Сабуртало»: 2014—2015
- Володар Кубка Швеції (1):

«Гетеборг»: 2019-20
- Чемпіон Угорщини (2):

«Ференцварош»: 2020-21, 2021-22
- Володар Кубка Угорщини (1):

«Ференцварош»: 2021-22
- Володар Суперкубка Грузії (1):

«Динамо» (Тбілісі): 2023